# Brännässelen
Brännässelen är en sjö i Luleå kommun i Norrbotten och ingår i Råneälvens huvudavrinningsområde. Sjön har en area på 0,631 kvadratkilometer och ligger 8 meter över havet. Brännässelen ligger i Råneälven Natura 2000-område. Sjön avvattnas av vattendraget Råneälven.

## Delavrinningsområde
Brännässelen ingår i det delavrinningsområde (732686-178929) som SMHI kallar för Utloppet av Brännässelet. Medelhöjden är 41 meter över havet och ytan är 11,73 kvadratkilometer. Räknas de 255 avrinningsområdena uppströms in blir den ackumulerade arean 4 157,9 kvadratkilometer. Avrinningsområdets utflöde Råneälven mynnar i havet. Avrinningsområdet består mestadels av skog (65 procent) och jordbruk (11 procent). Avrinningsområdet har 0,63 kvadratkilometer vattenytor vilket ger det en sjöprocent på 5,4 procent.